# Добейся успеха 3: Всё или ничего
«Добейся успеха 3: Всё или ничего» (англ. Bring It On: All or Nothing, ранее известный как «Bring It On Yet Again») — американский комедийный фильм 2006 года режиссера Стива Рэша с Хайден Панеттьери и Соланж Ноулз-Смит в главных ролях. Это третья часть серии фильмов «Добейся успеха», посвященной школьной группе поддержки. Хотя фильм является вторым продолжением «Добейся успеха», он слабо связан с первыми частями, представляя похожий сюжет о конкурирующих командах поддержки, вынужденных внедрить новые элементы, чтобы выиграть. Нет никаких повторяющихся актеров или ссылок на предыдущие фильмы. Тем не менее, фильм стилистически напоминает предшественников, начиная с хореографического музыкального номера, оказавшегося сном главной героини, и заканчивая кадрами и клипами веселых танцовщиков в финальных титрах, как и в обоих предыдущих фильмах.
Фильм был выпущен на DVD 8 августа 2006 года и стал успешным в видеопрокате.

## Сюжет
Бритни Аллен живёт идеальной жизнью, став новым капитаном группы поддержки своей школьной команды Pacific Vista Pirates. Она состоит в отношениях с лучшим игроком школы Брэдом Уорнером и вдобавок является одной из самых обеспеченных девочек в учебном заведении. Однако её счастье разрушается, когда отец теряет работу, и семья переезжает в рабочий район Креншоу-Хайтс. Переживая сильный культурный шок, Бритни пытается адаптироваться к новой среде, сталкиваясь с недовольством новых одноклассниц-чирлидерш Камиллы (капитана группы поддержки), Кириши и Летти, выросших в сложных условиях и воспринимающих её как пустышку. В первую трудную неделю учёбы она знакомится с добрым чирлидером Джесси, предлагающим ей поучаствовать в конкурсе группы поддержки Crenshaw Heights Warriors. Бритни изначально отказывается, ссылаясь на данное ею слово не выступать больше нигде, кроме собственной школы. Позже, однако, она всё же решается пройти прослушивание, поражая судей своими талантами. Благодаря усилиям Кириши и Летти, Камилла даёт согласие на включение Бритни в команду. Сначала Бритни отказывается, но под давлением матери соглашается стать членом новой команды.
Она узнает, что её новая команда готовится к важному конкурсу, победитель которого получит новые компьютеры для школы. В это время её бывшая подруга Винни, временно замещающая её должность капитана Pacific Vista, устраивается тренировать команду на стадионе. Винни периодически флиртует с Брэдом и подавляет остальных участниц, включая близкую подругу Бритни Эмбер.
Вскоре Бритни обнаруживает, что ученики школы практикуют танец крампинг, и предлагает Камилле ввести его в расписание тренировок. Капитан категорически возражает, оставляя Бритни разочованной. Однажды вечером Джесси приносит пиццу в дом Бритни, не зная, что она там проживает. Открывает дверь Брэд, который жестоко высмеивает Джесси. Позже Винни наблюдает по новостям выступление Бритни в новом образе и воспринимает это как нарушение договорённости. Вечером на футбольном матче подруги Бритни Винни, Эмбер и Сиерра осуждают её за несоблюдение обещания не выступать в другом месте. Узнав об этом, Камилла соглашается принять Бритни и Джесси в команду, намереваясь внести в репертуар танец крампинг. Между девушками зарождается тесная дружба, и однажды Джесси неожиданно целует Бритни. Позднее Бритни делится историей поцелуя с Эмбер, узнав, что Винни часто проводит время с Брэдом. На следующий день, притворившись скорбящей из-за мнимой гибели питомца, Бритни пропускает матч, чтобы отправиться на выпускной бал с Брэдом. Прибывшие туда Джесси и Камилла понимают обман и покидают вечеринку. Дома Джесси сердито ругается с Бритни, а Камилла исключающе её из команды.
Позже, на празднике выпускников, Винни публично обзывает подружек Бритни из Креншоу-Хайтс расовыми оскорблениями. Вскоре королём и королевой вечера выбирают Брэда и Винни, после чего последняя раскрывает подробности интимной близости с Брэдом. Отвергнув Винни и прекратив отношения с Брэдом, Бритни утром просит прощения у Камиллы и членов команды за поведение накануне. Перед началом турнира по чирлидингу Винни агрессивно издевается над группой Креншоу-Хайтс. Камилла благодарит Бритни за защиту чести команды и возвращает её в строй.
Во время финала состязания организованная вокально Рианной, спортсменка Pacific Vista Брианна внезапно теряет сознание вследствие жёстких диетических условий. Бритни немедленно оказывает помощь пострадавшей, искренне прося прощения за чрезмерное стремление привести её к худобе. Впоследствии Бритни мирится с Джесси, и девушки целуются. Жюри объявляет финалистов — Pacific Vista Pirates и Crenshaw Heights Warriors. Камилла и Бритни решают дополнить программу движениями, которыми Бритни познакомилась в Креншоу-Хайтс. Группа «Warriors», облачённая в обновлённую форму, уверенно поддерживает выступление «Pirates». Во время заключительной части «Warriors» буквально завораживают соперников энергичным крампингом, завершив номер безупречно. Винни пытается оспорить победу, обвиняя команду Креншоу-Хайтс в подражании. Судьи удаляют Винни с поста капитана, и титул победителя достаётся команде «Креншоу-Хайтс». Новый капитан Pacific Vista назначается Эмбер, а Бритни официально объединяет обе группы.

## В ролях
| Актёр                | Роль                  |
| -------------------- | --------------------- |
| Хейден Панеттьер     | Бритни Аллен          |
| Соланж Ноулз         | Камилла               |
| Гас Карр             | Джесси                |
| Марси Рилан          | Винни                 |
| Синди Чи             | Эмбер                 |
| Джиовонни Сэмюэлс    | Кирреша               |
| Франсия Альмендарез  | Лети                  |
| Гари Лерой Грэй      | Тайсон                |
| Даниэль Савре        | Брианна               |
| Джессика Николь Файф | Сиерра                |
| Джейк Макдорман      | Брэд Уорнер           |
| Джо Райт             | DJ                    |
| Дебора Салливан      | учитель Pacific Vista |
| Эрик Браскоттер      | Тим Аллен             |
| Кирстен Уоррен       | Пэм Аллен             |
| Рианна               | камео                 |
| Тереза Штрассер      | местный репортёр      |

## Съёмочная группа
- Режиссёр: Стив Раш
- Продюсер: Эрмиан Бернштейн, Зэнн Дивайн, Джон Кюпер
- Оператор: Виктор Дж. Кемпер
- Сценарист: Элисон Фаус

## Саундтрек
- Gwen Stefani — What you waiting for
- Sean van der Wilt — Bring it on
- Avril Lavigne — My happy ending
- Weezer — Beverly Hills
- The Trascenders — Let’s move
- Rihanna — SOS
- Jeffrey Foskett — Maryanne
- Fuse — Over again
- Transcenders — Mickey
- Papa Rue — Papa
- Kristy Frank — How cool is that
- Danielle Savre — Come with it
- Fu-Schnickens vs. Hardnox — What’s up Doc (Can We Rock?)
- Solange Knowles-Smith — Solo Star
- Gwen Stefani ft. Eve — Rich Girl
- Play — Whole again
- Mojoe — 3rd Coast Anthem
- Erica Williams ft. Marcus Hick — Cheerleader
- All American Rejects — Dirty Little Secret
- Gwen Stefani — HollaBack Girl
- Flii Stylz ft. Planet Asia — Hype Up
- Alana Stone — On my own
- Erica Williams ft. Marcus Hick — Bring it on
- Sean van der Wilt — Everybody groove
- Rihanna — Pon de Replay
- Solange Knowles-Smith — Bring it on home
- Planet Asia — Hype up
- Hayden Panettiere — That Girl
- Sports Theme — Tony Di Mito
- Danielle Savre — Wanna be me

## Восприятие
Фильм получил преимущественно негативные оценки критиков и получил мало внимания со стороны зрителей. На сайте-агрегаторе рецензий Rotten Tomatoes у него 20 % положительных оценок на основе пяти профессиональных отзывов.
К.С. Строубридж (The Numbers) заявил, что, несмотря на хорошие впечатления от оригинального фильма, триквел оказался полным провалом. Он особо выделил недостатки сценария и игры двух ведущих актрис — Хайден Панеттьери и Соланж Ноулз. Мелисса Роуз Бернардо (Entertainment Weekly) заметила, что сюжет третьей части выглядит недостаточно оригинальным, перенимая идеи не только из первых двух фильмов, но и заимствуя элементы из других известных кинолент, таких как «Кэрри» и «Бестолковые».
Фильм «Добейся успеха 3: Всё или ничего» (2006) часто называют лучшим сиквелом франшизы после оригинального фильма 2000 года, но это утверждение требует уточнения. В imdb.com есть отзывы, где некоторые хвалят фильм за юмор и танцы, но отмечают, что он пытается привлечь более взрослую аудиторию с сексуальными танцами и ругательствами. В looper.com говорится, что третий фильм лучше предыдущих сиквелов, но уступает оригиналу. В mylot.com пользователи обсуждают, что оригинальный фильм лучше, но картина 2006 года тоже хорош. В complex.com автор называет триквел лучшим из сиквелов, но всё ещё не дотягивающим до первого. В movieweb.com и insidecheerleading.com рейтинги подтверждают, что третий фильм занимает высокие позиции среди сиквелов, но не превосходит оригинал.